# Les Derniers Jours d'Emma Blank
Pour plus de détails, voir Fiche technique et Distribution.
Les Dernières Jours d'Emma Blank (De laatste dagen van Emma Blank) est un film néerlandais réalisé par Alex van Warmerdam, sorti en 2009.

## Synopsis
Mme. Blank vit dans une luxueuse maison dans les dunes. Malade en phase terminale, elle fait des demandes outrageuses à ceux qui semblent être ses domestiques.

## Fiche technique
- Titre : Les Dernières Jours d'Emma Blank
- Titre original : De laatste dagen van Emma Blank
- Réalisation : Alex van Warmerdam
- Scénario : Alex van Warmerdam
- Musique : Alex van Warmerdam
- Photographie : Tom Erisman
- Montage : Job ter Burg
- Production : Marc van Warmerdam
- Société de production : Fortissimo Films, Graniet Film, La Parti Productions et Verenigde Arbeiders Radio Amateurs
- Pays :  Pays-Bas
- Genre : Comédie noire
- Durée : 89 minutes
- Dates de sortie : 
  -  Pays-Bas : 7 mai 2009

## Distribution
- Marlies Heuer : Emma Blank
- Gene Bervoets : Haneveld
- Annet Malherbe : Bella
- Eva van de Wijdeven : Gonnie
- Gijs Naber : Meier
- Alex van Warmerdam : Theo
- Marwan Kenzari : Martin

## Distinctions
Le film a été nommé pour cinq Veaux d'or et a reçu celui du meilleur scénario.